# Losonc vasútállomás
Losonc vasútállomás Losoncon, a Losonci járásban található, a ŽSR üzemelteti.

## Vasútvonalak
Az állomást az alábbi vasútvonalak érintik:
- Losonc–Gács-vasútvonal
- Zólyom–Kassa-vasútvonal
- Losonc–Kalonda–Nagykürtös-vasútvonal
- Losonc–Újantalvölgy-vasútvonal

## Kapcsolódó állomások
A vasútállomáshoz az alábbi állomások vannak a legközelebb:
- Losonctamási vasútállomás
- Ipolygalsa megállóhely
- Losonc-Opatová megállóhely
- Miksi megállóhely (Losonc–Kalonda–Nagykürtös-vasútvonal)

## Története
A vasúti állomás épületét a Pest–Salgótarján–Losonc–Zólyom–Ruttka-vasútvonal kiépítésével egy időben, annak részeként építették fel 1870-71-es években. A vasútvonal kiépítésének szükségességből már 1862-ben tárgyaltak, amely évben a munkálatokat is elkezdték. A kivitelező társaságok gyakori változása és az anyagi nehézségek miatt azonban a munkálatokat csak 1872-ben fejezték be.
A Losonc–Zólyom szakaszt 1871. május 3-án nyitották meg. Az Aszód–Balassagyarmat–Losonc szakasz kiépítését 1896-ban fejezték be. Az Aszód–Balassagyarmat vonal próbájára 1896 szeptember 11-én, a Losoncra vezető szakaszon pedig szeptember 12-én került sor.
A Losonc–Gács helyiérdekű szárnyvonalon 1906. december 19-én haladt át az első vonat, az utolsó pedig 1967. május 28-án, amikor úgy a személy-, mint a teherforgalmát leállították.
A város későbbi polgármestere Wagner Sándor, akkor a város jegyzője beszédében azt hangsúlyozta, hogy a vasúti szakasz megnyitása nagy lépés a város fejlődésében. Ezt erősítette meg az a tény, hogy ezt követően a város gazdasági, társadalmi és kulturális téren is a megye és régió meghatározó településévé vált.
A vasúti állomás épületét 1908-ban kibővítették, de a vasút gyors fejlődése miatt rövid időn belül ismét kicsinek bizonyult. A Magyar Vasúti Minisztérium elrendelte, hogy dolgozzák ki a további bővítés terveit. Kivitelezésüket azonban az első világháború megakadályozta. Az állomás nyilvános rádióját 1948. április 27-én adták át. Kulturális helyisége 1954-ben, a gyermekes anyák részére kialakított terme 1956-ban készült el. Elektromos hálózatát 1970-ben újították fel, 1978-ban korszerűsítették a peronok felszálló részeit.
Maga az állomás mindmáig megtartotta eredeti formáját, új épületrészeket nem emeltek, s nem is bővítették azokat. Központi várótermének belsejét legutóbb 2009-ben tették rendbe.

## Forgalom
| Járat                         | Útvonal | Gyakoriság        |
| ----------------------------- | --- | ----------------- |
| (Os) személyvonat             | Losonc – Ipolygalsa – Perse – Fülek-gyártelep – Fülek | Napi 1 Fülek felé |
| (Os) személyvonat             | Zólyom-személyi – Zólyom-régi – Nagyszalatna – Végles – Pstruša - Dombszög - Gyetva - Krivány - Divényoroszi - Fűrész - Vámosfalva - Lónyabánya - Lónyabánya megállóhely - Patakalja - Losonctamási - Losonc – Ipolygalsa – Perse – Fülek-gyártelep – Fülek                            | Napi 9 pár        |
| (R) Gemeran Poľana gyorsvonat | Pozsony-Újváros – Pozsony főpályaudvar – Pozsony-Szőlőhegy – Galánta – Vágsellye – Érsekújvár – Nagysurány – Léva – Újbánya – Zsarnóca – Garamszentkereszt – Zólyom-személyi – Krivány – Losonc – Fülek – Feled – Tornalja – Pelsőc – Rozsnyó – Szepsi – Kassa – Sároskőszeg – Eperjes | napi 1 pár        |
| gyorsvonat R 801 Poľana       | Pozsony-Újváros – Pozsony főpályaudvar – Pozsony-Szőlőhegy – Galánta – Vágsellye – Nagysurány – Léva – Újbánya – Zsarnóca – Garamszentkereszt – Zólyom-személyi – Krivány – Losonc – Fülek – Feled – Tornalja - Pelsőc - Rozsnyó - Szepsi - Kassa - Sároskőszeg - Eperjes              | napi 1 pár        |
| gyorsvonat R 931 Ipeľ         | Zólyom-személyi – Gyetva - Krivány – Losonc – Fülek – Feled – Csíz – Tornalja - Pelsőc - Rozsnyó - Szepsi - Kassa | napi 1 pár        |
| (R) gyorsvonat                | Zólyom-személyi – Gyetva - Krivány – Losonc – Fülek – Feled – Csíz – Tornalja - Pelsőc - Rozsnyó - Torna - Szepsi- Enyicke - Kassa | napi 1 pár        |
| gyorsvonat R 937 Kras         | Zólyom-személyi – Gyetva - Krivány – Losonc – Fülek – Feled – Csíz – Tornalja - Pelsőc - Rozsnyó - Szepsi - Kassa | napi 1 pár        |